# Арсе, Фернандо
Фернандо Энрике Арсе Руис (исп. Fernando Enrique Arce Ruiz; родился 24 апреля 1980 года в Тихуане, Мексика) — мексиканский футболист, выступавший на позиции полузащитника. Известен по выступлениям за клубы «Сантос Лагуна», «Монаркас Морелия», «Тихуана» и сборную Мексики.
Сын Фернандо — Фернандо Арсе Младший, также профессиональный футболист.

## Клубная карьера
Фернандо — воспитанник футбольной академии столичной «Америки», за которую он так и не сыграл ни одного официального матча. 28 октября 200 года в матче против «Толуки» Арсе дебютировал за «Ирапуато». В том поединке он провёл на поле последние 11 минут и помог команде сохранить победу 3:2. После дебюта Фернандо на короткий период потерял место в основе. В сезоне 2001 года он забил 2 гола и отдал 5 голевых передач, чем привлек к себе внимание более сильных клубов мексиканской Примеры.
В сезоне Верано 2002 Арсе перешёл в «Веракрус». Он забил 8 голов и отдал 4 голевые передачи став самым забивающим полузащитником Лиги. В своем последнем сезоне за «Веракрус» Фернандо помог ему дойти до полуфинала стадии плей-офф. Несмотря на удачную игру за «акул», клуб отпустил Арсе.
В сезоне Апертуры 2003 он подписал контракт с «Атланте». По окончании сезона на счету Арсе было 7 голов и столько же голевых передач в 40 матчах, из которых только один он сыграл полностью. Переду началом Апертуры 2004 Фернандо подписал контракт с «Атланте». Он помог выйти новой команде в четвертьфинала соревнований, после чего покинул клуб и подписал контракт с «Монаркас Морелия». В новой команде Арсе стал одним из лидеров коллектива и помог клубу дойти до полуфинала чемпионата. За три сезона проведённых в «Морелии» он забил 24 гола в 123 матчах.
Перед началом Клаусуры 2008 Фернадо перешёл в «Сантос Лагуна». 27 апреля в поединке против «УАНЛ Тигрес» Арсе забил свой первый гол за новую команду. В своем первом сезоне в составе «Сантоса» Фернандо выиграл чемпионат Мексики.
Сыграв за команду более 100 матчей в 2011 году Арсе принимает приглашение от клуба из своего родного города «Тихуаны». 24 июля 2011 года в матче против своей бывший команды «Монаркас Морелия» он дебютировал за новый коллектив. 7 августа первый гол Арсе за «Тихуану» также был забит в ворота бывших одноклубников, на этот раз пострадала «Сантос Лагуна». В сезоне Апертуры Фернандо помог «Тихуане» впервые в истории выиграть золотые медали.
В 2014 году Фернандо перешёл в «Гвадалахару». 21 июля в поединке против «Чьяпас» он дебютировал за новую команду. В этом де матче Арсе забил свой первый гол за клуб. Летом 2015 года Фернандо на правах аренды перешёл в «Дорадос де Синалоа». 26 июля в матче против «Чьяпас» он дебютировал за «дорад». По окончании сезона Арсе завершил карьеру футболиста.

## Международная карьера
В 2003 году Арсе дебютировал в сборной Мексики. 28 февраля 2007 года в товарищеском матче против сборной Венесуэлы он забил свой первый гол за национальную команду. В том же году Фернандо выиграл серебряную медаль Золотого Кубка КОНКАКАФ. На турнире он сыграл в матчах против сборных Кубы, Гондураса, Панамы, Коста-Рики и Гваделупе.
В 2007 году Арсе также завоевал бронзу Кубка Америки в Венесуэле. Ну турнире он сыграл в поединках против команд Бразилии, Эквадора, Чили, Парагвая и Аргентины. В матче против парагвайцев Фернандо забил гол.

### Голы за сборную Мексики
| #   | Дата            | Место                                     | Противник | Счёт | Результат | Соревнование                     |
| --- | --------------- | ----------------------------------------- | --------- | ---- | --------- | -------------------------------- |
| 01. | 28 февраля 2007 | Куальком Стэдиум, Сан-Диего, США          | Венесуэла | 2:0  | 3:1       | Товарищеский матч                |
| 02. | 8 июля 2007     | Эстадио Монументаль, Матурин, Венесуэла   | Парагвай  | 4:0  | 6:0       | Кубок Америки по футболу 2007    |
| 03. | 8 июня 2008     | Солдер Филд, Чикаго, США                  | Перу      | 1:0  | 4:0       | Товарищеский матч                |
| 04. | 8 июня 2008     | Солдер Филд, Чикаго, США                  | Перу      | 4:0  | 4:0       | Товарищеский матч                |
| 05. | 21 июня 2008    | Эстадио Университарио, Монтеррей, Мексика | Белиз     | 4:0  | 7:0       | Чемпионат мира 2010 квалификация |
| 06. | 21 июня 2008    | Эстадио Университарио, Монтеррей, Мексика | Белиз     | 5:0  | 7:0       | Чемпионат мира 2010 квалификация |
| 07. | 6 сентября 2008 | Ацтека, Мехико, Мексика                   | Ямайка    | 2:0  | 3:0       | Чемпионат мира 2010 квалификация |

## Достижения
Командные
 «Сантос Лагуна»
- Чемпионат Мексики по футболу — Клаусура 2008

 «Тихуана»
- Чемпионат Мексики по футболу — Апертура 2012

Международные
 Мексика
- Золотой кубок КОНКАКАФ — 2007
- Кубок Америки по футболу — 2007